# Trygve Haavelmo
Trygve Haavelmo, född 13 december 1911 i dåvarande Skedsmo kommun i Akershus fylke, död 28 juli 1999 i Oslo, var en norsk nationalekonom, professor vid Universitetet i Oslo 1948-1979. Han tilldelades Sveriges Riksbanks pris i ekonomisk vetenskap till Alfred Nobels minne 1989. Han bidrog framför allt till utvecklingen av ekonometrin.

## Biografi
Haavelmo tog en cand. oecon.-examen vid Oslos universitet 1933. Han fick därefter anställning som assistent hos Ragnar Frisch vid universitetet nationalekonomiska institution. 1938–1939 var han lärare i statistik vid Universitetet i Århus. 1939–1942 var han i USA som Rockefeller-stipendiat och därefter var han statistiker vid Nortraship och handelssekreterare vid den norska ambassaden i Washington. 1946–1947 var han kopplad till Cowleskommissionen för ekonomisk forskning vid University of Chicago.
Han återvände till Norge 1947 och blev 1948 professor i nationalekonomi och statistik vid Oslos universitet. Han gick i pension 1979.
Under en återresa till Norge hösten 1946 disputerade han för filosofie doktorsgraden med avhandlingen The Probability Approach in Econometrics som fanns i utkast redan 1941.

## Insatser inom nationalekonomi
De statistiska metoder som Haavelmo tog fram möjliggjorde utvecklingen av ekonomiska modeller som förutspådde hur förändringar i en del av ekonomin påverkar en annan del. Han visade på detta sätt att statistisk sannolikhetsteori kunde integreras i ekonomiska förutsägelser. Dessa ekonometriska modeller bidrog till ekonomiska prognoser som underlättade formuleringen av ekonomisk politik.
För sina insatser inom nationalekonomin belönades Haavelmo med Sveriges Riksbanks pris i ekonomisk vetenskap till Alfred Nobels minne 1989 med motiveringen "för hans klarläggande av de sannolikhetsteoretiska grunderna för ekonometrisk metodik och hans analys av simultana ekonomiska strukturer".